# Джим Пак
Джим Пак (кор. 백지선, Baek Chi-sun, англ. Jim Paek, нар. 7 квітня 1967, Сеул) — колишній канадський хокеїст, що грав на позиції захисника. Грав за збірну команду Канади.
Володар Кубка Стенлі. 

## Ігрова кар'єра
Хокейну кар'єру розпочав 1984 року.
1985 року був обраний на драфті НХЛ під 170-м загальним номером командою «Піттсбург Пінгвінс». 
Протягом професійної клубної ігрової кар'єри, що тривала 17 років, захищав кольори команд «Піттсбург Пінгвінс», «Лос-Анджелес Кінгс» та «Оттава Сенаторс».
Загалом провів 244 матчі в НХЛ, включаючи 27 ігор плей-оф Кубка Стенлі.
Виступав за збірну Канади.

## Тренерська кар'єра
У сезоні 2003/04 розпочав кар'єру тренера в канадській аматорській лізі. 
11 серпня 2005 очолив клуб АХЛ «Гранд Репідс Гріффінс» разом з яким здобув Кубок Колдера в 2013.
23 липня 2014 уклав угоду з Федерацією хокею Південної Кореї та очолив національну збірну Кореї. Мета цієї співпраці підготувати збірну до Зимових Олімпійських ігор 2018, що пройде в корейському Пхьончхані

## Нагороди та досягнення
- Володар Кубка Стенлі в складі «Піттсбург Пінгвінс» — 1991, 1992.

## Статистика
| Сезон        | Клуб                   | Ліга         | Регулярний сезон | Регулярний сезон | Регулярний сезон | Регулярний сезон | Регулярний сезон | Плей-оф | Плей-оф | Плей-оф | Плей-оф | Плей-оф |
| Сезон        | Клуб                   | Ліга         | І                | Г                | П                | О                | ШХ               | І       | Г       | П       | О       | ШХ      |
| ------------ | ---------------------- | ------------ | ---------------- | ---------------- | ---------------- | ---------------- | ---------------- | ------- | ------- | ------- | ------- | ------- |
| 1984–85      | «Ошава Дженералс»      | ОХЛ          | 54               | 2                | 13               | 15               | 57               | 5       | 1       | 0       | 1       | 9       |
| 1985–86      | «Ошава Дженералс»      | ОХЛ          | 64               | 5                | 21               | 26               | 122              | 6       | 0       | 1       | 1       | 9       |
| 1986–87      | «Ошава Дженералс»      | ОХЛ          | 57               | 5                | 17               | 22               | 75               | 26      | 1       | 14      | 15      | 43      |
| 1987–88      | «Маскігон Ламберджекс» | ІХЛ          | 82               | 7                | 52               | 59               | 141              | 6       | 0       | 0       | 0       | 29      |
| 1988–89      | «Маскігон Ламберджекс» | ІХЛ          | 80               | 3                | 54               | 57               | 96               | 14      | 1       | 10      | 11      | 24      |
| 1989–90      | «Маскігон Ламберджекс» | ІХЛ          | 81               | 9                | 41               | 50               | 115              | 15      | 1       | 10      | 11      | 41      |
| 1990–91      | «Піттсбург Пінгвінс»   | НХЛ          | 3                | 0                | 0                | 0                | 9                | 8       | 1       | 0       | 1       | 2       |
| 1991–92      | «Піттсбург Пінгвінс»   | НХЛ          | 49               | 1                | 7                | 8                | 36               | 19      | 0       | 4       | 4       | 6       |
| 1992–93      | «Піттсбург Пінгвінс»   | НХЛ          | 77               | 3                | 15               | 18               | 64               | —       | —       | —       | —       | —       |
| 1993–94      | «Лос-Анджелес Кінгс»   | НХЛ          | 18               | 1                | 1                | 2                | 10               | —       | —       | —       | —       | —       |
| 1993–94      | «Піттсбург Пінгвінс»   | НХЛ          | 41               | 0                | 4                | 4                | 8                | —       | —       | —       | —       | —       |
| 1994–95      | «Оттава Сенаторс»      | НХЛ          | 29               | 0                | 2                | 2                | 28               | —       | —       | —       | —       | —       |
| 1995–96      | «Х'юстон Аерос»        | ІХЛ          | 25               | 2                | 5                | 7                | 20               | —       | —       | —       | —       | —       |
| 1995–96      | «Міннесота Мус»        | ІХЛ          | 42               | 1                | 11               | 12               | 54               | —       | —       | —       | —       | —       |
| 1996–97      | «Манітоба Мус»         | ІХЛ          | 9                | 0                | 2                | 2                | 12               | —       | —       | —       | —       | —       |
| 1996–97      | «Клівленд Ламберджекс» | ІХЛ          | 74               | 3                | 25               | 28               | 36               | 14      | 0       | 1       | 1       | 2       |
| 1997–98      | «Клівленд Ламберджекс» | ІХЛ          | 75               | 7                | 9                | 16               | 48               | 10      | 2       | 1       | 3       | 4       |
| 1998–99      | «Клівленд Ламберджекс» | ІХЛ          | 65               | 4                | 11               | 15               | 34               | —       | —       | —       | —       | —       |
| 1998–99      | «Х'юстон Аерос»        | ІХЛ          | 11               | 0                | 3                | 3                | 2                | 19      | 2       | 4       | 6       | 10      |
| 1999–00      | «Клівленд Ламберджекс» | ІХЛ          | 69               | 2                | 20               | 22               | 27               | 9       | 0       | 2       | 2       | 2       |
| 2000–01      | «Ноттінгем Пантерс»    | БХСЛ         | 47               | 3                | 21               | 24               | 28               | 6       | 1       | 2       | 3       | 2       |
| 2001–02      | «Ноттінгем Пантерс»    | БХСЛ         | 5                | 0                | 0                | 0                | 4                | 6       | 0       | 1       | 1       | 4       |
| 2001–02      | «Анкоридж Ейсес»       | ЗУХЛ         | 40               | 1                | 28               | 29               | 12               | —       | —       | —       | —       | —       |
| 2002–03      | «Ноттінгем Пантерс»    | БХСЛ         | 32               | 1                | 10               | 11               | 10               | 17      | 0       | 4       | 4       | 18      |
| Усього в НХЛ | Усього в НХЛ           | Усього в НХЛ | 217              | 5                | 29               | 34               | 155              | 27      | 1       | 4       | 5       | 8       |